# Gastrolobium microcarpum
Gastrolobium microcarpum är en ärtväxtart som först beskrevs av Meissner, och fick sitt nu gällande namn av George Bentham. Gastrolobium microcarpum ingår i släktet Gastrolobium och familjen ärtväxter. Inga underarter finns listade i Catalogue of Life.